# Schweizer Parlamentswahlen 1884
Die Schweizer Parlamentswahlen 1884 fanden am 26. Oktober 1884 statt. Zur Wahl standen 145 Sitze des Nationalrates. Die Wahlen wurden nach dem Majorzwahlrecht vorgenommen, wobei das Land in 49 unterschiedlich grosse Nationalratswahlkreise unterteilt war. Die Freisinnigen (bzw. Radikal-Liberalen) konnten ihre Position als stärkste Kraft klar behaupten, während vor allem die liberale Mitte Verluste hinnehmen musste. Das neu gewählte Parlament trat in der 13. Legislaturperiode erstmals am 1. Dezember 1884 zusammen.

## Wahlkampf
Die Freisinnigen waren 1881 als deutliche Sieger aus den Wahlen hervorgegangen und hatten wieder die absolute Mehrheit inne. Doch die konservativen Kräfte begannen das Referendumsrecht, das sie ursprünglich bekämpft hatten, als effektive Waffe gegen die liberale Vorherrschaft zu nutzen. Alle sieben Referendumsabstimmungen der folgenden drei Jahre fielen in ihrem Sinne aus. Insbesondere die «Schulvogt»-Vorlage von 1882 (geplant war ein erster Schritt zu einer schweizweiten Vereinheitlichung des Schulwesens) erhitzte die Gemüter. Drei katholisch-konservative Nationalräte wollten den Schwung nutzen und reichten im Juni 1884 eine Motion ein, in der sie eine Änderung der Bundesverfassung in fünf Punkten forderte. Insbesondere sollte die Möglichkeit einer Teilrevision geschaffen werden. Es war das erste Mal überhaupt, dass die Konservativen nicht einfach nur reagierten, sondern sich aktiv für Neuerungen einsetzten. Die neuerliche Revisionsfrage beherrschte fortan den Wahlkampf.
Innerhalb des konservativen Lagers begann sich ein Gegensatz abzuzeichnen: Während gemässigte Katholiken um den Luzerner Josef Zemp eine Aussöhnung mit den Freisinnigen anstrebten, radikalisierten sich Teile der reformierten Konservativen, allen voran im Kanton Bern die neue «Bernische Volkspartei» von Ulrich Dürrenmatt. Mit einer Kandidatenflut versuchte sie, alle 26 Berner Freisinnigen aus dem Amt zu drängen. Eine Zusammenarbeit mit anderen konservativen Gruppen kam jedoch nur punktuell zustande. Der Schwung der Referendumsabstimmungen konnte nicht auf die Wahlen übertragen werden, am Ende standen die reformierten Konservativen im Kanton Bern ohne einen einzigen Sitz da. Die Katholisch-Konservativen, die ausser der 1882 gegründeten Parlamentsfraktion ebenfalls über keine gesamtschweizerische Organisation verfügten, konnten nur wenige ihrer Wahlziele erreichen. Dem liberalen Zentrum fehlte seit dem Tod von Alfred Escher eine unbestrittene Führungspersönlichkeit, was sich in schlechten Wahlergebnissen niederschlug.
Während der 12. Legislaturperiode hatte es aufgrund von Vakanzen 19 Ersatzwahlen in 15 Wahlkreisen gegeben, dabei kam es nur zu marginalen Sitzverschiebungen. 1881 gab es insgesamt 60 Wahlgänge (gleich viele wie drei Jahre zuvor). In 39 von 49 Wahlkreisen waren die Wahlen bereits nach dem ersten Wahlgang entschieden. Alle amtierenden Bundesräte traten zu einer in der zweiten Hälfte des 19. Jahrhunderts üblichen Komplimentswahl an; d. h., sie stellten sich als Nationalräte zur Wahl, um sich von den Wählern ihre Legitimation als Mitglieder der Landesregierung bestätigen zu lassen. Die darauf notwendig gewordenen Ergänzungswahlen waren am 25. Januar 1885 abgeschlossen, womit der Nationalrat komplett war.
Im Vergleich zu 1881 war die Wahlbeteiligung aufgrund der starken Mobilisierung ein Prozent höher, der dabei erzielte Wert von 63,1 % war der höchste in der gesamten bis 1919 dauernden Majorz-Ära. Der höchste Wert wurde wie üblich im Kanton Schaffhausen erzielt, infolge der dort geltenden Wahlpflicht legten 95,9 % ihre Stimme in die Urne. Beteiligungen von über 80 % gab es sonst nur in den Kantonen Aargau und Appenzell Ausserrhoden. Das geringste Interesse zeigten die Wähler im Kanton Neuenburg, wo nur 25,1 % an die Urne gingen. Trotz eines Sitzverlustes blieben die Freisinnigen die klar stärkste Kraft und konnten ihre absolute Mehrheit behaupten. Am meisten legten die Demokraten zu (+5 Sitze), hauptsächlich auf Kosten der liberalen Mitte.

## Ergebnis der Nationalratswahlen

### Gesamtergebnis
Von 640'262 volljährigen männlichen Wahlberechtigten nahmen 404'028 an den Wahlen teil, was einer Wahlbeteiligung von 63,1 % entspricht.
Die 145 Sitze im Nationalrat verteilten sich wie folgt:
- DL: 15
- FL: 74
- LM: 18
- ER: 1
- KK: 37

| \| Partei \| Sitze 1881 \| vor Auf- lösung \| Sitze 1884 \| +/− \| Wähler- anteil \| +/− \| \| ------- \| ---------- \| --------------- \| ---------- \| --- \| -------------- \| ------ \| \| FL \| 75 \| 75 \| 74 \| −1 \| 42,0 % \| +2,2 % \| \| KK \| 35 \| 36 \| 37 \| +2 \| 25,7 % \| +1,1 % \| \| LM \| 22 \| 21 \| 18 \| −4 \| 16,8 % \| −3,6 % \| \| DL \| 10 \| 11 \| 15 \| +5 \| 08,2 % \| +0,5 % \| \| ER \| 3 \| 2 \| 1 \| −2 \| 06,2 % \| +0,1 % \| \| Soz \| – \| – \| – \| – \| 00,2 % \| +0,2 % \| \| Diverse \| – \| – \| – \| – \| 00,9 % \| −0,5 % \| | - FL = Freisinnige Linke (Freisinnige, Radikale, Radikaldemokraten) - LM = Liberale Mitte (Liberale, Liberaldemokraten) - KK = Katholisch-Konservative - ER = Evangelische Rechte (evangelische/reformierte Konservative) - DL = Demokratische Linke (Demokraten, Demokratische Partei) - Soz = Sozialdemokraten |                 |            |     |                |        |
| Partei | Sitze 1881 | vor Auf- lösung | Sitze 1884 | +/− | Wähler- anteil | +/−    |
| FL | 75 | 75              | 74         | −1  | 42,0 %         | +2,2 % |
| KK | 35 | 36              | 37         | +2  | 25,7 %         | +1,1 % |
| LM | 22 | 21              | 18         | −4  | 16,8 %         | −3,6 % |
| DL | 10 | 11              | 15         | +5  | 08,2 %         | +0,5 % |
| ER | 3 | 2               | 1          | −2  | 06,2 %         | +0,1 % |
| Soz | – | –               | –          | –   | 00,2 %         | +0,2 % |
| Diverse | – | –               | –          | –   | 00,9 %         | −0,5 % |

Hinweis: Eine Zuordnung von Kandidaten zu Parteien und politischen Gruppierungen ist nur bedingt möglich. Der politischen Wirklichkeit des 19. Jahrhunderts entsprechend kann man eher von Parteiströmungen oder -richtungen sprechen, deren Grenzen teilweise fliessend sind. Die verwendeten Parteibezeichnungen sind daher eine ideologische Einschätzung.

### Ergebnisse in den Kantonen
Die nachfolgende Tabelle zeigt die Verteilung der errungenen Sitze auf die Kantone.
| Kanton                 | Sitze total | Wahl- kreise | Betei- ligung | FL | FL | KK | KK | LM | LM | DL | DL | ER | ER |
| ---------------------- | ----------- | ------------ | ------------- | -- | -- | -- | -- | -- | -- | -- | -- | -- | -- |
| Aargau                 | 10          | 3            | 86,0 %        | 5  |    | 2  | −1 | 3  | +1 |    |    |    |    |
| Appenzell Ausserrhoden | 3           | 1            | 75,5 %        | 1  |    |    |    | 2  |    |    |    |    |    |
| Appenzell Innerrhoden  | 1           | 1            | 80,1 %        |    |    |    |    | 1  |    |    |    |    |    |
| Basel-Landschaft       | 3           | 1            | 36,8 %        | 3  |    |    |    |    |    |    |    |    |    |
| Basel-Stadt            | 3           | 1            | 61,2 %        | 2  |    |    |    | 1  |    |    |    |    |    |
| Bern                   | 27          | 6            | 59,5 %        | 27 | +2 |    |    | −  | −1 |    |    | −  | −1 |
| Freiburg               | 6           | 3            | 66,4 %        | −  | −2 | 6  | +2 |    |    |    |    |    |    |
| Genf                   | 5           | 1            | 62,9 %        | 3  | −1 |    |    | 2  | +1 |    |    |    |    |
| Glarus                 | 2           | 1            | 47,7 %        | −  | −1 |    |    | 1  |    | 1  | +1 |    |    |
| Graubünden             | 5           | 3            | 70,3 %        | 2  |    | 2  |    | 1  | +1 |    |    | −  | −1 |
| Luzern                 | 7           | 4            | 69,8 %        | 2  |    | 5  |    |    |    |    |    |    |    |
| Neuenburg              | 5           | 1            | 25,1 %        | 5  |    |    |    |    |    |    |    |    |    |
| Nidwalden              | 1           | 1            | 46,7 %        |    |    | 1  |    |    |    |    |    |    |    |
| Obwalden               | 1           | 1            | 38,2 %        |    |    | 1  |    |    |    |    |    |    |    |
| Schaffhausen           | 2           | 1            | 95,9 %        | 1  | −1 |    |    |    |    | 1  | +1 |    |    |
| Schwyz                 | 3           | 1            | 29,6 %        |    |    | 3  |    |    |    |    |    |    |    |
| Solothurn              | 4           | 1            | 75,5 %        | 4  |    |    |    |    |    |    |    |    |    |
| St. Gallen             | 10          | 3            | 76,0 %        | 1  | +1 | 5  | +1 | −  | −4 | 3  | +2 | 1  |    |
| Tessin                 | 7           | 2            | 51,6 %        | 2  |    | 5  |    |    |    |    |    |    |    |
| Thurgau                | 5           | 1            | 74,8 %        | 4  | +1 |    |    | 1  |    | −  | −1 |    |    |
| Uri                    | 1           | 1            | 64,1 %        |    |    | 1  |    |    |    |    |    |    |    |
| Waadt                  | 12          | 3            | 55,0 %        | 12 |    |    |    |    |    |    |    |    |    |
| Wallis                 | 5           | 3            | 65,7 %        |    |    | 5  |    |    |    |    |    |    |    |
| Zug                    | 1           | 1            | 56,5 %        |    |    | 1  |    |    |    |    |    |    |    |
| Zürich                 | 16          | 4            | 65,6 %        |    |    |    |    | 6  | −2 | 10 | +2 |    |    |
| Schweiz                | 145         | 49           | 63,1 %        | 74 | −1 | 37 | +2 | 18 | −4 | 15 | +5 | 1  | −2 |

## Ständerat
Die Wahlberechtigten konnten die Mitglieder des Ständerates nur in acht Kantonen selbst bestimmen: In den Kantonen Graubünden, Solothurn, Thurgau, Zug und Zürich an der Wahlurne, in den Kantonen Appenzell Ausserrhoden, Nidwalden und Obwalden an der Landsgemeinde. In allen anderen Kantonen erfolgte die Wahl indirekt durch die jeweiligen Kantonsparlamente.